# Пягунъяха
Пягунъяха (устар. Пягун-Яха) — река в России, протекает по Ямало-Ненецкому АО. Устье реки находится в 50 км по левому берегу реки Вэнга-Яха. Длина реки составляет 25 км. В 4 км от устья по правому берегу впадает река Нючапягунъяха.

## Данные водного реестра
По данным государственного водного реестра России относится к Нижнеобскому бассейновому округу, водохозяйственный участок реки — Пур. Речной бассейн реки — Пур.
Код объекта в государственном водном реестре — 15040000112115300056278.